# NGC 1540
NGC 1540 је спирална галаксија у сазвежђу Еридан која се налази на NGC листи објеката дубоког неба.
Деклинација објекта је - 28° 28' 58" а ректасцензија 4h 15m 10,5s. Привидна величина (магнитуда) објекта NGC 1540 износи 13,9 а фотографска магнитуда 14,8. NGC 1540 је још познат и под ознакама ESO 420-14, AM 0413-283, IRAS 04131-2836, PGC 14734.